# Орфография исландского языка
Орфография исландского языка — правописание, система правил, определяющих единообразие способов передачи речи (слов и грамматических форм) на письме в исландском языке.

## Алфавит

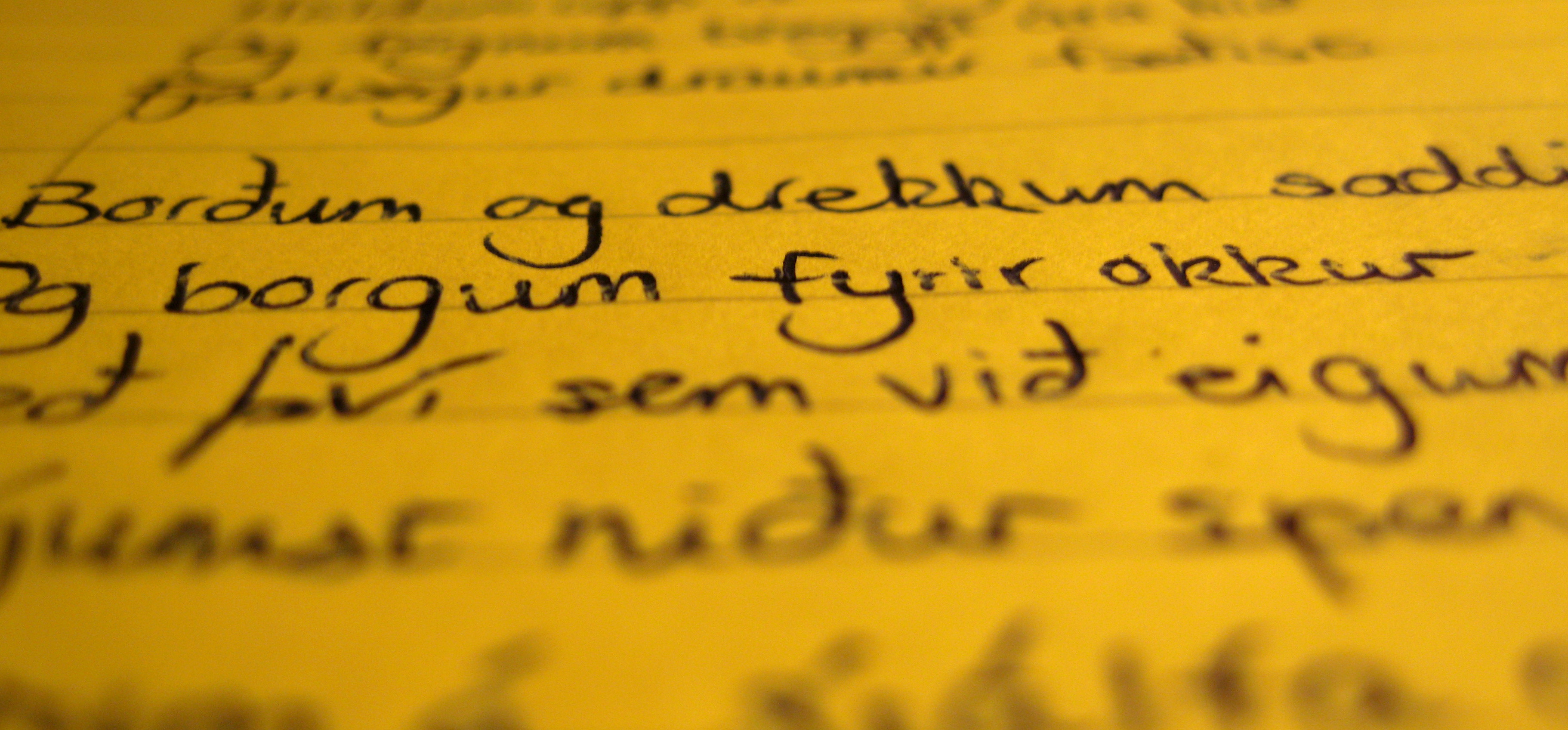
Отрывок текста, написанного на исландском языке

Исландский алфавит основан на латинском алфавите, однако включает также шесть дополнительных гласных букв с акутом (á, é, í, ó, ú, ý), гласные æ и ö, и согласные буквы ð и þ. Буква þ является руническим знаком, и из современных языков используется только в исландском языке. Буква ð встречается также в алфавите фарерского языка и является единственной буквой исландского алфавита, на которую не начинается ни одно слово. При письме буква æ часто записывается как комбинация двух букв: а и е.
Алфавит исландского языка состоит из следующих 32 букв:
| Буква | Название  | МФА         | Частота |
| ----- | --------- | ----------- | ------- |
| Aa    | a         | [a]         | 10,11 % |
| Áá    | á         | [au̯]        | 1,8 %   |
| Bb    | bé        | [pjɛ]       | 1,04 %  |
| Dd    | dé        | [tjɛ]       | 1,58 %  |
| Ðð    | eð        | [ɛð̠]        | 4,39 %  |
| Ee    | e         | [ɛ]         | 6,42 %  |
| Éé    | é         | [jɛ]        | 0,65 %  |
| Ff    | eff       | [ɛfː]       | 3,01 %  |
| Gg    | ge        | [cɛ]        | 4,24 %  |
| Hh    | há        | [hau̯]       | 1,87 %  |
| Ii    | i         | [ɪ]         | 7,58 %  |
| Íí    | í         | [i]         | 1,57 %  |
| Jj    | joð       | [jɔð̠]       | 1,14 %  |
| Kk    | ká        | [kʰau̯]      | 3,31 %  |
| Ll    | ell       | [ɛtl̥]       | 4,53 %  |
| Mm    | emm       | [ɛmː]       | 4,04 %  |
| Nn    | enn       | [ɛnː]       | 7,71 %  |
| Oo    | o         | [ɔ]         | 2,17 %  |
| Óó    | ó         | [ou̯]        | 0,99 %  |
| Pp    | pé        | [pʰjɛ]      | 0,79 %  |
| Rr    | err       | [ɛr]        | 8,58 %  |
| Ss    | ess       | [ɛs]        | 5,63 %  |
| Tt    | té        | [tʰjɛ]      | 4,95 %  |
| Uu    | u         | [ʏ]         | 4,56 %  |
| Úú    | ú         | [u]         | 0,61 %  |
| Vv    | vaff      | [vafː]      | 2,44 %  |
| Xx    | ex        | [ɛxs]       | 0,05 %  |
| Yy    | ypsilon y | [ʏfsɪlɔn ɪ] | 0,9 %   |
| Ýý    | ypsilon ý | [ʏfsɪlɔn i] | 0,23 %  |
| Þþ    | þorn      | [θ̠ɔrtn̥]     | 1,45 %  |
| Ææ    | æ         | [ai̯]        | 0,87 %  |
| Öö    | ö         | [œ]         | 0,78 %  |

Удалённая буква
| Буква | Название | МФА    |
| ----- | -------- | ------ |
| Zz    | seta     | [sɛta] |

Буква z была исключена из алфавита в 1973 году, так как имела исключительно этимологическое значение. В Средние века эта буква передавала аффрикату [t͡s], однако в современном исландском языке этот звук перешёл в [s], который передаётся согласной буквой s. Кроме этого, буква z встречалась крайне редко. Несмотря на то, что буква была исключена из алфавита, её можно до сих пор встретить на страницах газеты Morgunblaðið, а также в названии Коммерческого колледжа Исландии (исл. Verzlunarskóli Íslands). Она также используется для записи иностранных имён и заимствованных слов (например, pizza).
Буквы c (sé, [sjɛ]), q (kú, [kʰu]) и w (tvöfalt vaff, [ˈtʰvœfal̥t ˌvafː]) используются реже, чем буква z. Этими буквами записываются слова иностранного происхождения, хотя буквы не входят в алфавит исландского языка, и в официальном письме вместо них используются k/s/ts, hv, и v, соответственно.
До 1980 года в исландских школах преподавался алфавит, состоящий из следующих 36 букв: a, á, b, c, d, ð, e, é, f, g, h, i, í, j, k, l, m, n, o, ó, p, q, r, s, t, u, ú, v, w, x, y, ý, z, þ, æ, ö.

## История

### Правописание древнеисландского языка
Орфография древнеисландского языка в манускриптах несколько отличается от современного правописания. Основные различия представлены ниже:
- До появления гласных букв с акутами (á, é, í, ó, ú, ý), долгие гласные звуки в письме передавалась повторением соответствующей буквы: a вместо á, ij вместо í, oo вместо ó и w вместо ú.
- Правописание ø и ö очень варьировалось, эти буквы рано смешались и могли независимо записываться шестью или восемью способами. Так, можно было встретить такие варианты написания слова börn: born, ba/rn, baurn, bavrn, börn, børn. Это вызывало путаницу, так как многие слова имели омонимы. Так, ráð можно было написать, как rauð («красный») или röð («ряд»), log писали, как log («пламя») или lög («законы») и т. д. В современном исландском языке нет такого рода неоднозначностей и орфография полностью стандартизирована.
- В некоторых манускриптах e заменяет æ (Например: teki вместо tœki, seti вместо sæti), а ę (краткое æ) и æ использовались вместо e (Например: sętti вместо setti, ælli вместо elli).
- Исландские рукописи смешивают два звука æ (ę) и œ (ö). Также ø и œ в очень старых рукописях записываются как eo (Например: keomr = kømr (kemr), feoða = fœða).
- u и v использовались без различия (Например: tvngv = tungu, bvndv = bundu).
- ey обычно записывалось как øy (Например: høyra = heyra, øyra = eyra).
- Буква i применялась для передачи как гласного звука i, так и согласного j, а буква j выступала частью дифтонга ij.
- Во многих исландских манускриптах смешиваются y и i в некоторых словах и формах, особенно в предлогах firir = fyrir и ifir = yfir.

### Современный стандарт правописания
Современный исландский алфавит основан на стандарте, внесённом датским филологом Расмусом Раском.

## Назначение символов
В этом разделе представлены буквы исландского алфавита и их произношение, записанное в системе транскрипции Международного фонетического алфавита
В подударных слогах исландские гласные могут быть долгими и короткими. Гласные в безударных слогах не различаются по длительности. Длина гласного определяется согласным или согласными, который (которые) следуют за гласным звуком. Если после гласного следует только один согласный звук, гласная буква читается, как длинный звук. Если же согласных несколько, гласная буква читается, как короткий звук, за исключением следующих случаев:
1. Гласный звук длинный, если первый из согласных, следующих за гласным, из группы [p t k s], а второй — из группы [v j r]. Например, esja, vepja, akrar, vökvar, tvisvar.
2. Гласный звук длинный в односложных словах в родительном падеже с окончанием -s, если корень слова оканчивается на [p t k] (например: ráps, skaks), за исключением случаев, когда [p t k] в конце корня ассимилируются в [s], например: báts, где гласная буква á читается коротко.
3. Гласная буква первого компонента сохраняет свою длину, если за ней следует согласный звук из группы [p t k s]. Например: matmál.
4. В словах vitkast и litka подударные гласные длинные.

| Графема | Звук (МФА) | Звук (МФА) | Звук (МФА) | Примеры |
| Графема | Длинный    | Короткий   | Перед [ŋ]  | Примеры |
| ------- | ---------- | ---------- | ---------- | --- |
| a       | [äː]       | [ɐ]        | [äu̯]       | taska [ˈtʰɐsːkɐ] «сумка, ранец» слушатьо файле kaka [ˈkʰäːkɐ] «торт» слушатьо файле svangur [ˈsväu̯ŋːkʏr] «голодный» |
| á       | [äu̯]       | [äu̯]       | [äu̯]       | fár [fäu̯r] «ущерб» слушатьо файле                                                                                   |
| au      | [œy̯]       | [œy̯]       | [œy̯]       | þau [θœy̯] «они» слушатьо файле                                                                                      |
| e       | [eɛ̯]       | [ɛ]        | [ɛi̯]       | skera [ˈskeɛ̯rɐ] «резать, вырезать» drekka [ˈtrɛʰkːɐ] «пить, выпить» слушатьо файле drengur [ˈtrɛi̯ŋːkʏr] «мальчик»   |
| é       | [jɛː]      | [jɛ]       | [jɛ]       | ég [jɛːɣ] «я» слушатьо файле                                                                                        |
| ei, ey  | [ɛi̯]       | [ɛi̯]       | [ɛi̯]       | skeið [skɛi̯ð] «ложка» слушатьо файле                                                                                |
| i, y    | [ɪ]        | [ɪ]        | [i]        | sin [sɪːn] «сухожилие» слушатьо файле syngja [ˈsinːkjɐ] «петь, спеть»                                               |
| í, ý    | [i]        | [i]        | [i]        | íslenska [ˈiːstɬɛnskɐ] «исландский» слушатьо файле                                                                  |
| o       | [oɔ̯]       | [ɔ]        |            | lofa [ˈloɔ̯vɐ] «обещание» слушатьо файле dolla [ˈtɔtːlɐ] «кружка»                                                    |
| ó       | [ou̯]       | [ou̯]       | [ou̯]       | rós [rou̯s] «роза» слушатьо файле                                                                                    |
| u       | [ʏ]        | [ʏ]        | [u]        | hundur [ˈhʏnːtʏr] «собака» слушатьо файле munkur [ˈmuŋ̊ːkʏr] «священник»                                             |
| ú       | [u]        | [u]        | [u]        | þú [θuː] «ты» слушатьо файле                                                                                        |
| æ       | [äi̯]       | [äi̯]       | [äi̯]       | læsa [ˈläi̯sɐ] «запирать, закрывать» слушатьо файле                                                                  |
| ö       | [œ]        | [œ]        | [œy̯]       | ör [œːr] «стрела» слушатьо файле öngull [ˈœy̯ŋːkʏtɬ] «рыболовный крючок»                                             |

| Графема | Звук (МФА) | Примеры                                                                                                  |
| ------- | --- | --- |
| b       | В большинстве случаев: [p⁼] неаспирированный глухой губно-губной взрывной согласный                                                                   | bær [päi̯r] «город» слушатьо файле                                                                        |
| b       | Между m и d, t, s, или g: Ø | kembt [cʰɛm̥tʰ] «причёсанный»                                                                             |
| d       | В большинстве случаев: [t⁼] неаспирированный глухой переднеязычный взрывной согласный                                                                 | dalur [ˈtäːlʏr] «долина» слушатьо файле                                                                  |
| d       | Между l or n и g, n, l, k, или s: Ø | lands [lanːs] «земли (родительный падеж)»                                                                |
| ð       | Между гласными; между гласным и звонкими согласными; в конце слова: [ð̠] Звонкий альвеолярный сибилянт                                                 | eða [ˈeɛða] «или» слушатьо файле bað [paːð] «баня, купание» слушатьо файле                               |
| ð       | Перед глухим согласным и перед паузой: [θ̠] Глухой альвеолярный сибилянт                                                                               | maðkur [ˈmaθ̠ːkʏr] «червь» слушатьо файле                                                                 |
| ð       | Между r и n, а также между g и s: Ø | harðna [ˈharːtna] «крепнуть» bragðs [braxːs] «вкуса (родительный падеж)»                                 |
| f       | В начале слова или перед глухим согласным, а также в двойных согласных ff: [f]                                                                        | fundur [ˈfʏnːtʏr] «встреча»                                                                              |
| f       | Между гласными, между гласным и звонким согласным, или в конце слова: [v]                                                                             | lofa [ˈloɔ̯vɐ] «обещать» слушатьо файле horfa [ˈhɔrːva] «смотреть»                                        |
| f       | Между ó и гласным: Ø | prófa [ˈpʰr̥ou̯.ɐ] «тестировать» слушатьо файле gulrófa [ˈkʏlˌrou̯.ɐ] «морковь» слушатьо файле              |
| f       | Перед l или n: [p⁼] | Keflavík [ˈcʰɛpːlɐvik] слушатьо файле                                                                    |
| fnd     | [mt] | hefnd [hɛmːt] «месть» слушатьо файле                                                                     |
| fnt     | [m̥t] глухой согласный | nefnt [nɛm̥ːt] «комитет» слушатьо файле                                                                   |
| g       | В начале слова, перед согласным или a, á, é, o, ó, u, ú и ö; или же между гласным и l или n: [k⁼] неаспирированный глухой велярный взрывной согласный | glápa [ˈkläu̯pɐ] «пристально глядеть» слушатьо файле logn [lɔkːn] «штиль» слушатьо файле                  |
| g       | В начале слова, перед e, i, í, j, y, ý, æ, ei или ey: [c⁼] неаспирированный глухой палатальный взрывной согласный                                     | gera [ˈceɛrɐ] «делать, изготовить»                                                                       |
| g       | Между гласным и a, u, ð, l или r; или в конце слова: [ɣ] звонкий велярный спирант                                                                     | fluga [ˈfl̥ʏːɣɐ] «муха» слушатьо файле lag [läːɣ] «песня» слушатьо файле                                  |
| g       | Перед t или s или перед паузой: [x] Глухой велярный спирант                                                                                           | dragt [traxːt] «костюм»                                                                                  |
| g       | Между гласным и j или i [j] палатальный аппроксимант                                                                                                  | segja [ˈsɛjːɐ] «сказать»                                                                                 |
| g       | Между á, ó, ú, и a or u Ø | fljúga [ˈfl̥juː.ɐ] «летать»                                                                               |
| gj      | [c⁼] неаспирированный глухой палатальный взрывной согласный                                                                                           | gjalda [ˈcalːtɐ] «платить»                                                                               |
| h       | [h] глухой глоттальный щелевой согласный | hár [häu̯r] «волос(ы)»                                                                                    |
| hj      | [ç] глухой палатальный спирант | hjá [çäu̯] «с, при»                                                                                       |
| hl      | [l̥] глухой альвеолярный латеральный аппроксимант | hlýr [l̥iːr] «теплый»                                                                                     |
| hr      | [r̥] глухой альвеолярный дрожащи согласный звук | hratt [r̥aʰtː] «быстрый»                                                                                  |
| hv      | [kʰv] ([xv] среди небольшого количества представителей взрослого поколения на юге Исландии)                                                           | hvað [kʰväːð] «что» слушатьо файле                                                                       |
| j       | [j] | já [jäu̯] «да»                                                                                            |
| k       | В начале слова, перед согласным или a, á, é, o, ó, u, ú и ö: [kʰ]                                                                                     | kaka [ˈkʰäːkɐ] «торт» слушатьо файле                                                                     |
| k       | В начале слова, перед e, i, í, y, ý, æ, ei или ey: [cʰ] аспирированный глухой палатальный взрывной согласный                                          | keyra [ˈcʰɛi̯rɐ] «водить» kynskiptingur [ˈcʰɪːnskɪfːtiŋkʏr] «транссексуал» слушатьо файле                 |
| k       | Перед t [x] глухой велярный спирант | október [ˈɔxːtou̯pɛr] «октябрь»                                                                           |
| kj      | В начале слова: [cʰ] аспирированный глухой палатальный взрывной согласный                                                                             | kjöt [cʰœːt] «мясо»                                                                                      |
| kj      | Во всех других контекстах: [c⁼] неаспирированный глухой палатальный взрывной согласный                                                                | þykja [ˈθɪcːjɐ] «считаться»                                                                              |
| kk      | [ʰk] | þakka [ˈθaʰkːɐ] «спасибо» слушатьо файле                                                                 |
| l       | В большинстве случаев: [l] | lás [läu̯s] «замо́к» слушатьо файле                                                                        |
| l       | В конце слова или перед глухим согласным: [l̥] глухо альвеолярный латеральный аппроксимант                                                             | sól [sou̯l̥] «солнце» слушатьо файле, stúlka [ˈstul̥ːkɐ] «девочка»                                          |
| ll      | В большинстве случаев: [tl] | bolli [ˈpɔtlɪ] «чашка» слушатьо файле milli [ˈmɪtlɪ] «между» слушатьо файле                              |
| ll      | В заимствованных словах и кличках домашних животных: [lː]                                                                                             | bolla [ˈpɔlːɐ] «булочка» слушатьо файле mylla [ˈmɪlːɐ] «петля» слушатьо файле                            |
| m       | В большинстве случаев: [m] | mamma [ˈmamːɐ] «мама»                                                                                    |
| m       | Перед и после глухих согласных [m̥] | lampi [ˈlam̥ːpɪ] «лампа»                                                                                  |
| n       | В большинстве случаев: [n] | nafn [napːn̥] «имя»                                                                                       |
| n       | Перед и после глухих согласных [n̥] | planta [ˈpʰl̥an̥ːtɐ] «растение» hnífur [ˈn̥iːvʏr] «нож»                                                     |
| n       | перед g или k [ŋ] | vængur [ˈväi̯ŋːkʏr] «крыло»                                                                               |
| nn      | После подударных гласных и дифтонгов: [tn̥] | steinn [stɛi̯tːn̥] «камень» fínn [fitːn̥] «элегантный»                                                      |
| nn      | Во всех других контекстах [nː] | finna [ˈfɪnːɐ] «найти»                                                                                   |
| p       | В начале слова: [pʰ] аспирированный глухой губно-губной взрывной согласный                                                                            | par [pʰäːr] «пара» слушатьо файле                                                                        |
| p       | После глухого звука: [p⁼] неаспирированный глухой губно-губной взрывной согласный                                                                     | spara [ˈspäːrɐ] «сохранить» слушатьо файле                                                               |
| p       | Перед s, k или t: [f] глухой губно-зубной фрикатив | September [ˈsɛftɛmpɛr] «сентябрь» skips [skɪfːs] «овцы (родительный падеж)»                              |
| p       | before n: [ʰp] | vopn [vɔʰpːn̥] «оружие»                                                                                   |
| pp      | [ʰp] | stoppa [ˈstɔʰpːɐ] «остановить» слушатьо файле                                                            |
| r       | В начале слова и между гласными: [r] звонкий альвеолярный дрожащий согласный                                                                          | rigna [ˈrɪkːnɐ] «идти (о дожде)» læra [ˈläi̯rɐ] «изучать»                                                 |
| r       | Перед и после глухих согласных, а также перед паузой [r̥] глухой альвеолярный дрожащий согласный                                                       | svartur [ˈsvar̥ːtʏr] «чёрный»                                                                             |
| rl      | [rtl̥] | karlmaður [ˈkʰarːtl̥maðʏr] «мужчина»                                                                      |
| rn      | [rtn̥] | þorn [θɔrːtn̥] «название буквы þ»                                                                         |
| s       | [s] | sósa [ˈsou̯sɐ] «соус»                                                                                     |
| sl      | [stl̥] | rusl [rʏsːtl̥] «мусор»                                                                                    |
| sn      | [stn̥] | bysna [ˈpɪsːtn̥ɐ] «весьма»                                                                                |
| t       | В начале слова: [tʰ] аспирированный глухой переднеязычный взрывной согласный                                                                          | taka [ˈtʰäːkɐ] «взять» слушатьо файле                                                                    |
| t       | После глухого звука: [t⁼] неаспирированный глухой переднеязычный взрывной согласный                                                                   | stela [ˈsteɛ̯lɐ] «красть, украсть» слушатьо файле                                                         |
| tt      | [ʰt] | detta [ˈtɛʰtːɐ] «падать»                                                                                 |
| v       | [v] | vera [ˈveɛ̯rɐ] «быть»                                                                                     |
| x       | [xs] or [ks] | lax [laxs] «лосось»                                                                                      |
| z       | [s] | beztur [ˈpɛsːtʏr] «лучший» (после реформы орфографии слово пишется bestur) Zakarías [ˈsakɐriːɐs] «Захар» |
| þ       | [θ̠] см. ð выше | þú [θ̠uː] «ты» Aþena [ˈäθ̠enɐ] «Афины» слушатьо файле                                                      |

## Отклонения от общепринятой нормы правописания
Так как орфография исландского языка основана на этимологическом принципе, сами исландцы испытывают трудности при письме. Так, один из самых известных исландских писателей, лауреат Нобелевской премии по литературе 1955 года («За яркую эпическую силу, которая возродила великое повествовательное искусство Исландии») Халлдор Лакснесс сам не следовал некоторым нормам орфографии.
Чаще всего встречаются следующие отклонения от общепринятой нормы правописания:
1. Некоторые (в том числе X. К. Лакснесс) перед ng, nk пишут не a, e, i, o, u, y, ö, а — отражая произношение — соответственно á, ei, í, ó, ú, ý, au. Например: lángur вместо langur, leingi вместо lengi и т. п.
2. Многие (в том числе X. К. Лакснесс) не пишут двойных согласных перед согласным, когда произношение не изменяется от удвоения согласного (исключение: перед -s род. п. ед. ч.): kensla вместо kennsla, bygði вместо byggði и т. п.
3. Очень многие не использовали букву z перед реформой, употребляя вместо неё s или — по этимологии — ts, ds, ðs. После реформы некоторые представители старшего поколения продолжают использовать букву z.
4. Некоторые исландцы (в частности филолог Бьёдн М. Оульсен) пишут вместо буквы i букву y. Большой исландско-датский словарь Сигфуса Блёндаля, сохраняя i и y, í и ý, дает их как одну букву, приравнивая в алфавите y к i, ý к í.
5. При воспроизведении разговорной речи слова на hve- часто пишутся в соответствии с произношением: hvur вместо hver, hvurgi вместо hvergi.